# Lista de ministros de Minas e Energia do Brasil
Esta é uma lista de ministros de Minas e Energia do Brasil.

## Período Populista(4.ª República)
| Nº | Foto | Nome                               | Início                 | Fim                    | Presidente    |
| -- | ---- | ---------------------------------- | ---------------------- | ---------------------- | ------------- |
| 1  |      | João Agripino                      | 2 de fevereiro de 1961 | 28 de agosto de 1961   | Jânio Quadros |
| 2  |      | Gabriel Passos                     | 11 de setembro de 1961 | 18 de junho de 1962    | João Goulart  |
| 3  |      | João Mangabeira                    | 27 de julho de 1962    | 18 de setembro de 1962 | João Goulart  |
| 4  |      | Eliezer Batista                    | 18 de setembro de 1962 | 20 de outubro de 1962  | João Goulart  |
| 5  |      | Antônio Ferreira de Oliveira Brito | 18 de junho de 1963    | 4 de abril de 1964     | João Goulart  |

## Regime Militar(5.ª República)
| Nº | Foto                  | Nome                      | Início                | Fim                      | Presidente              |
| -- | --------------------- | ------------------------- | --------------------- | ------------------------ | ----------------------- |
| 6  |                       | Costa e Silva             | 4 de abril de 1964    | 17 de abril de 1964      | Ranieri Mazzilli        |
| 7  |                       | Mauro Thibau              | 17 de abril de 1964   | 15 de março de 1967      | Humberto Castelo Branco |
| 8  |                       | José Costa Cavalcanti     | 15 de março de 1967   | 27 de janeiro de 1969    | Costa e Silva           |
| 9  |                       | Antônio Dias Leite Júnior | 27 de janeiro de 1969 | 31 de agosto de 1969     | Costa e Silva           |
| 9  | 31 de agosto de 1969  | Antônio Dias Leite Júnior | 30 de outubro de 1969 | Junta militar de 1969    |                         |
| 9  | 30 de outubro de 1969 | Antônio Dias Leite Júnior | 15 de março de 1974   | Emílio Garrastazu Médici |                         |
| 10 |                       | Shigeaki Ueki             | 15 de março de 1974   | 15 de março de 1979      | Ernesto Geisel          |
| 11 |                       | César Cals                | 15 de março de 1979   | 15 de março de 1985      | João Figueiredo         |

## Nova República(6.ª República)
| Nº | Foto | Nome                               | Início                  | Fim                     | Presidente                |
| -- | ---- | ---------------------------------- | ----------------------- | ----------------------- | ------------------------- |
| 12 |      | Aureliano Chaves                   | 15 de março de 1985     | 22 de dezembro de 1988  | José Sarney               |
| —  |      | Iris Rezende (interino)            | 22 de dezembro de 1988  | 17 de janeiro de 1989   | José Sarney               |
| 13 |      | Vicente Fialho                     | 17 de janeiro de 1989   | 15 de março de 1990     | José Sarney               |
| 14 |      | Pratini de Moraes                  | 13 de abril de 1992     | 8 de outubro de 1992    | Fernando Collor           |
| 15 |      | Paulino de Vasconcellos            | 8 de outubro de 1992    | 28 de dezembro de 1993  | Itamar Franco             |
| —  |      | José Israel Vargas (interino)      | 28 de dezembro de 1993  | 3 de março de 1993      | Itamar Franco             |
| 16 |      | Alexis Stepanenko                  | 3 de março de 1994      | 20 de setembro de 1994  | Itamar Franco             |
| —  |      | Delcídio do Amaral (interino)      | 20 de setembro de 1994  | 31 de dezembro de 1994  | Itamar Franco             |
| 17 |      | Raimundo Mendes de Brito           | 1 de janeiro de 1995    | 31 de dezembro de 1998  | Fernando Henrique Cardoso |
| 18 |      | Rodolpho Tourinho Neto             | 1 de janeiro de 1999    | 23 de fevereiro de 2001 | Fernando Henrique Cardoso |
| —  |      | Hélio Vitor Ramos Filho (interino) | 23 de fevereiro de 2001 | 13 de março de 2001     | Fernando Henrique Cardoso |
| 19 |      | José Jorge                         | 13 de março de 2001     | 8 de março de 2002      | Fernando Henrique Cardoso |
| —  |      | Pedro Parente (interino)           | 8 de março de 2002      | 3 de abril de 2002      | Fernando Henrique Cardoso |
| 20 |      | Francisco Luiz Sibut Gomide        | 3 de abril de 2002      | 1 de janeiro de 2003    | Fernando Henrique Cardoso |
| 21 |      | Dilma Rousseff                     | 1 de janeiro de 2003    | 21 de junho de 2005     | Luiz Inácio Lula da Silva |
| —  |      | Mauricio Tolmasquim (interino)     | 21 de junho de 2005     | 8 de julho de 2005      | Luiz Inácio Lula da Silva |
| 22 |      | Silas Rondeau                      | 8 de julho de 2005      | 24 de maio de 2007      | Luiz Inácio Lula da Silva |
| —  |      | Nelson Hubner (interino)           | 24 de maio de 2007      | 21 de janeiro de 2008   | Luiz Inácio Lula da Silva |
| 23 |      | Edison Lobão                       | 21 de janeiro de 2008   | 31 de março de 2010     | Luiz Inácio Lula da Silva |
| 24 |      | Márcio Zimmermann                  | 31 de março de 2010     | 31 de dezembro de 2010  | Luiz Inácio Lula da Silva |
| 25 |      | Edison Lobão                       | 1 de janeiro de 2011    | 1 de janeiro de 2015    | Dilma Rousseff            |
| 26 |      | Eduardo Braga                      | 1 de janeiro de 2015    | 21 de abril de 2016     | Dilma Rousseff            |
| 27 |      | Marco Antônio Martins Almeida      | 21 de abril de 2016     | 12 de maio de 2016      | Dilma Rousseff            |
| 28 |      | Fernando Coelho Filho              | 12 de maio de 2016      | 10 de abril de 2018     | Michel Temer              |
| 29 |      | Moreira Franco                     | 10 de abril de 2018     | 31 de dezembro de 2018  | Michel Temer              |
| 30 |      | Bento Albuquerque                  | 1 de janeiro de 2019    | 11 de maio de 2022      | Jair Bolsonaro            |
| 31 |      | Adolfo Sachsida                    | 11 de maio de 2022      | 31 de dezembro de 2022  | Jair Bolsonaro            |
| 32 |      | Alexandre Silveira de Oliveira     | 1 de janeiro de 2023    | —                       | Luiz Inácio Lula da Silva |